# Hiera (mitología)
En la mitología griega, Hiera ( griego antiguo: Ἱέρα) es la esposa de Telefo, el mítico fundador de la ciudad de Pérgamo. Está representada en el friso del interior del Altar de Pérgamo.

## Mitología
Durante la guerra de Troya, los griegos atacaron Pérgamo, o bien porque la confundieron con Troya o o bien porque existía una alianza entre Troya y Pérgamo. Hiera unió una caballería de mujeres misias para repeler el ataque.  En la lucha fue asesinada por el guerrero griego Nireo. Télefo, destrozado por el dolor, pidió un alto el fuego para celebrar el funeral de Hiera, antes de reiniciar la batalla y finalmente expulsar a los invasores.
Es posible que la antigua ciudad de Hierápolis (la actual Pamukkale en Turquía) recibiera su nombre en su honor, aunque el nombre también puede leerse simplemente como "ciudad santa". Tuvo dos hijos con Telephus, Tarchon y Tyrsenus.

## En la cultura popular
Hiera fue una de las mujeres cuyo nombre fue escrito en  The Heritage Floor de la instalación artística The Dinner Party de Judy Chicago.